# Martine Bras
Cet article concerne la cycliste. Pour la pongiste, voir Martine Le Bras.
Martine Bras, née le 17 mai 1978 à Schoonrewoerd, est une ancienne coureuse cycliste néerlandaise. Elle s'est souvent classée dans les dix premières sur des manches de Coupe du monde.

## Biographie
Elle commence le cyclisme à l'âge de neuf ans au club  Jan van Riebeeck. L'année suivante, elle devient championne des Pays-Bas en catégorie 3. En juniors, elle se classe deuxième du championnat national sur route et sixième du championnat du monde en Slovénie.
Elle devient professionnelle avec l'équipe The Greenery en 1998. Elle passe dans l'équipe Ondernemers van Nature en 2000. L'année suivante, elle est troisième des championnats des Pays-Bas sur route à Nimègue. En 2002, elle tombe malade et doit suspendre sa carrière en 2003.
Martine Bras revient à la compétition en 2006 dans le club De Moving Ladies. Elle redevient professionnelle dès l'année suivante chez Lotto-Belisol Ladiesteam. Elle remporte le Grand Prix de Roulers et la cinquième étape de l'Holland Ladies Tour. Elle participe aux championnats du monde sur route en 2009 et 2011. 
Elle met un terme à sa carrière fin 2013.

## Palmarès

### Palmarès sur route
- 2001
  - 3e du championnat des Pays-Bas sur route
- 2007
  - Grand Prix de Roulers
  - 5e étape de l'Holland Ladies Tour
- 2008
  - 1re étape du Tour de l'Aude (contre-la-montre par équipes)
- 2009
  - 5e du Tour des Flandres (Cdm)
  - 7e du Grand Prix de Plouay (Cdm)
  - 9e du Tour de Drenthe (Cdm)
  - 9e de l'Open de Suède Vårgårda (Cdm)
  - 10e du Trofeo Alfredo Binda-Comune di Cittiglio (Cdm)
- 2010
  - 2e étape de l'Holland Ladies Tour
  - 2e du Trofeo Alfredo Binda-Comune di Cittiglio (Cdm)
- 2011
  - Halle-Buizingen
  - 3e étape du Tour Féminin en Limousin
  - 3e du Grand Prix de la côte étrusque
  - 3e de Dwars door de Westhoek
  - 4e du Trofeo Alfredo Binda-Comune di Cittiglio (Cdm)
  - 7e du Tour de Drenthe (Cdm)
  - 8e de l'Open de Suède Vårgårda (Cdm)
- 2012
  - 7e du Tour de Drenthe (Cdm)
- 2013
  - 2e de Dwars door de Westhoek

### Classements mondiaux
| Année          | 2007 | 2008 | 2009 | 2010 | 2011 | 2012 | 2013 |
| Classement UCI | 61e  | 78e  | 37e  | 28e  | 16e  | 90e  | 96e  |
| Coupe du monde | 41e  | 22e  | 11e  | 15e  | 9e   | 36e  | -    |